# Hemyda vittata
Hemyda vittata là một loài ruồi trong họ Tachinidae.